# Emorya suaveolens
Emorya suaveolens là một loài thực vật có hoa trong họ Huyền sâm. Loài này được Torr. mô tả khoa học đầu tiên năm 1858.